# 로도스섬

로도스섬의 기

로도스(그리스어: Ρόδος, 이탈리아어: Rodi 로디[*])는 그리스 도데카니사 제도에서 가장 큰 섬으로 그 중심지이다. 그리스 본토와 키프로스섬의 중간 지점에 위치한다. 2011년의 인구는 약 115,000명으로 이 가운데 절반 정도가 현 소재지이자 상업 중심지인 로도스에 거주하고 있다.
역사적으로 세계 7대 불가사의 가운데의 하나인 로도스의 거상으로 유명하며, 중세 도시 유적은 유네스코 세계문화유산으로 등재되어 있다.

## 지리
로도스섬은 그리스 본토보다는 터키의 소아시아 반도에 훨씬 가까운데, 그리스 본토로부터는 363km, 터키 해안으로부터는 18km 떨어져 있다. 로도스 시와 고대 유적은 섬의 북쪽 끝에 위치한다.
도데카니사 제도의 동부 아나톨리아 해안에 위치한다. 에게해의 남쪽을 형성하는 섬 중 하나로, 그리스의 주요 섬 중 가장 동쪽에 위치한다. (여기서 약 125km 동쪽으로는 카스텔로리조섬 등이 있다). 북동과 남서로 긴 마름모꼴의 섬으로 길이는 약 80km, 폭은 최대 약 34km이다. 면적은 약 1,400km2로 제주도의 약 4분의 3 정도의 크기이며, 약 220km의 해안선을 가지고 있다.
로도스의 도시는 수도인 에르무폴리에서 남동쪽으로 약 313km, 크레타의 이라클리오에서 북동쪽으로 약 305km, 터키의 안탈리아에서 남으로 약 227km 거리에 있다. 로도스섬은 아테네와 키프로스섬의 거의 중간에 위치하고 있으며, 로도스의 도시는 수도 아테네에서 남동쪽으로 약 433km, 키프로스 니코시아에서 서북서로 약 485km의 거리이다.
로도스섬의 북쪽으로 약 18km를 사이에 두고 아나톨리아(터키 물라 주)가 있다. 가장 가까운 터키 도시는 로도스 시내에서 북쪽으로 약 47km에 있는 마르마리스로 마르마리스와 로도스 간의 항로로 연결되어 있다. 섬의 서쪽 약 10km를 사이에 두고 할키섬과 아리미아섬, 북서쪽 약 20km를 사이에 두고 시미섬, 남서쪽 약 45km를 사이에 두고 카르파토스섬이 있다.
섬의 최고봉은 섬의 서해안 중앙부에 우뚝 솟은 아타뷔로스 산이 있다. 섬은 산악 지형이지만, 북부와 남부에는 평야가 펼쳐져 있다. 섬에서 가장 큰 공항인 로도스 국제공항은 서안 북부의 평야에 위치한다.

### 지진
로도스섬의 역사는 대지진의 역사이기도 하다. 아래의 지진 연표는 로도스섬에서 기록된 것뿐만 아니라 다른 그리스의 지역도 지진으로 피해를 입었다.
- 기원전 226년 그리스, 로도스섬에서 지진. 항구에 있던 거상이 붕괴한다.
- 155년 그리스의 동부 로도스섬에서 지진, 로도스 시(기원전 407년 건설) 전몰
- 1304년 8월 9일 그리스 동부 로도스섬에서 지진 - M8.
- 1856년 10월 12일 그리스 크레타, 로도스섬에서 지진 - M 8.0, 사망자 35명.

### 기후
로도스는 더운 여름을 가진 지중해성 기후 (Csa 쾨펜의 기후 구분)를 가지고 있다.
| 로도스 (1961–1990)의 기후 | 로도스 (1961–1990)의 기후 | 로도스 (1961–1990)의 기후 | 로도스 (1961–1990)의 기후 | 로도스 (1961–1990)의 기후 | 로도스 (1961–1990)의 기후 | 로도스 (1961–1990)의 기후 | 로도스 (1961–1990)의 기후 | 로도스 (1961–1990)의 기후 | 로도스 (1961–1990)의 기후 | 로도스 (1961–1990)의 기후 | 로도스 (1961–1990)의 기후 | 로도스 (1961–1990)의 기후 | 로도스 (1961–1990)의 기후 |
| 월                        | 1월                       | 2월                       | 3월                       | 4월                       | 5월                       | 6월                       | 7월                       | 8월                       | 9월                       | 10월                      | 11월                      | 12월                      | 연간                      |
| ------------------------- | ------------------------- | ------------------------- | ------------------------- | ------------------------- | ------------------------- | ------------------------- | ------------------------- | ------------------------- | ------------------------- | ------------------------- | ------------------------- | ------------------------- | ------------------------- |
| 역대 최고 기온 °C (°F)    | 22.0 (71.6)               | 22.0 (71.6)               | 27.4 (81.3)               | 30.6 (87.1)               | 34.8 (94.6)               | 36.2 (97.2)               | 39.0 (102.2)              | 41.2 (106.2)              | 35.4 (95.7)               | 33.2 (91.8)               | 28.4 (83.1)               | 22.8 (73.0)               | 41.2 (106.2)              |
| 일평균 최고 기온 °C (°F)  | 14.9 (58.8)               | 15.2 (59.4)               | 16.9 (62.4)               | 20.2 (68.4)               | 24.3 (75.7)               | 28.4 (83.1)               | 30.5 (86.9)               | 30.6 (87.1)               | 28.3 (82.9)               | 24.4 (75.9)               | 20.1 (68.2)               | 16.6 (61.9)               | 22.5 (72.5)               |
| 일일 평균 기온 °C (°F)    | 11.7 (53.1)               | 12.0 (53.6)               | 13.6 (56.5)               | 16.7 (62.1)               | 20.5 (68.9)               | 24.7 (76.5)               | 26.9 (80.4)               | 26.9 (80.4)               | 24.6 (76.3)               | 20.6 (69.1)               | 16.4 (61.5)               | 13.4 (56.1)               | 19.0 (66.2)               |
| 일평균 최저 기온 °C (°F)  | 8.6 (47.5)                | 8.7 (47.7)                | 10.0 (50.0)               | 12.7 (54.9)               | 15.8 (60.4)               | 19.8 (67.6)               | 22.2 (72.0)               | 22.6 (72.7)               | 20.5 (68.9)               | 16.8 (62.2)               | 13.1 (55.6)               | 10.4 (50.7)               | 15.1 (59.2)               |
| 역대 최저 기온 °C (°F)    | −4.0 (24.8)               | −1.6 (29.1)               | 0.2 (32.4)                | 5.2 (41.4)                | 8.6 (47.5)                | 12.6 (54.7)               | 16.8 (62.2)               | 17.0 (62.6)               | 10.6 (51.1)               | 7.2 (45.0)                | 2.4 (36.3)                | 1.2 (34.2)                | −4.0 (24.8)               |
| 평균 강수량 mm (인치)     | 147.8 (5.82)              | 117.7 (4.63)              | 75.3 (2.96)               | 24.0 (0.94)               | 14.0 (0.55)               | 2.9 (0.11)                | 0.1 (0.00)                | 0.1 (0.00)                | 7.1 (0.28)                | 64.3 (2.53)               | 88.4 (3.48)               | 145.3 (5.72)              | 687.0 (27.05)             |
| 평균 강수일수 (≥ 1.0 mm)  | 11.5                      | 9.0                       | 6.7                       | 3.4                       | 1.9                       | 0.5                       | 0.1                       | 0.1                       | 0.9                       | 4.5                       | 6.3                       | 10.8                      | 44.2                      |
| 평균 상대 습도 (%)        | 70.1                      | 69.8                      | 69.0                      | 65.9                      | 63.6                      | 57.4                      | 56.5                      | 59.4                      | 60.8                      | 66.9                      | 72.0                      | 72.1                      | 65.3                      |
| 출처: NOAA                |                           |                           |                           |                           |                           |                           |                           |                           |                           |                           |                           |                           |                           |

## 역사

### 고대

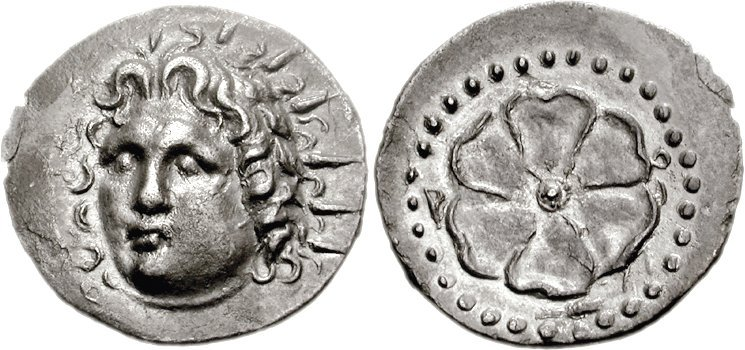
기원전 88/42년 사이의 그리스 드라크마 은화

이 섬에는 신석기 시대부터 사람이 살고 있었지만, 그 당시의 흔적은 조금 밖에 남아 있지 않다. 기원전 16세기에는 미노스 문명의 사람들이, 그리고 기원전 15세기에 아카이아 인이 도래하였고, 기원전 11세기에는 도리아 인이 섬으로 왔다. 도리아 사람들은 후에 본토의 코스, 크니도스, 할리카르낫소스 이외에 린도스, 이알리소스, 카메이로스라는 3개의 중요한 도시(이른바 도리아 헥사폴리스)를 건설했다.
페르시아 제국 아케메네스 왕조가 소아시아에까지 그 세력을 확대하면서 로도스도 그 영향을 받을 수밖에 없는 위치에 있었지만, 페르시아 전쟁 이후 기원전 478년에 로도스섬의 도시는 아테네를 중심으로 델로스 동맹에 가입했다. 이후 기원전 431년에 펠로폰네소스 전쟁이 발발하지만, 로도스섬은 델로스 동맹의 일원이 있었지만 중립적인 입장을 취했다. 전쟁이 끝난 기원전 404년 펠로폰네소스 전쟁의 결과 그리스는 피폐해졌고, 그것으로 침략을 초래하게 되었다. 기원전 357년에 마우솔로스 왕에 의해 로도스섬은 정복되었고, 기원전 340년에는 아케메네스 왕조의 지배 하에 들어갔다. 그러나 그 후 기원전 332년에 동정 중인 알렉산더 3세가 로도스섬을 아케메네스 왕조의 지배로부터 해방하여 자기 세력권의 일부로 삼았다.

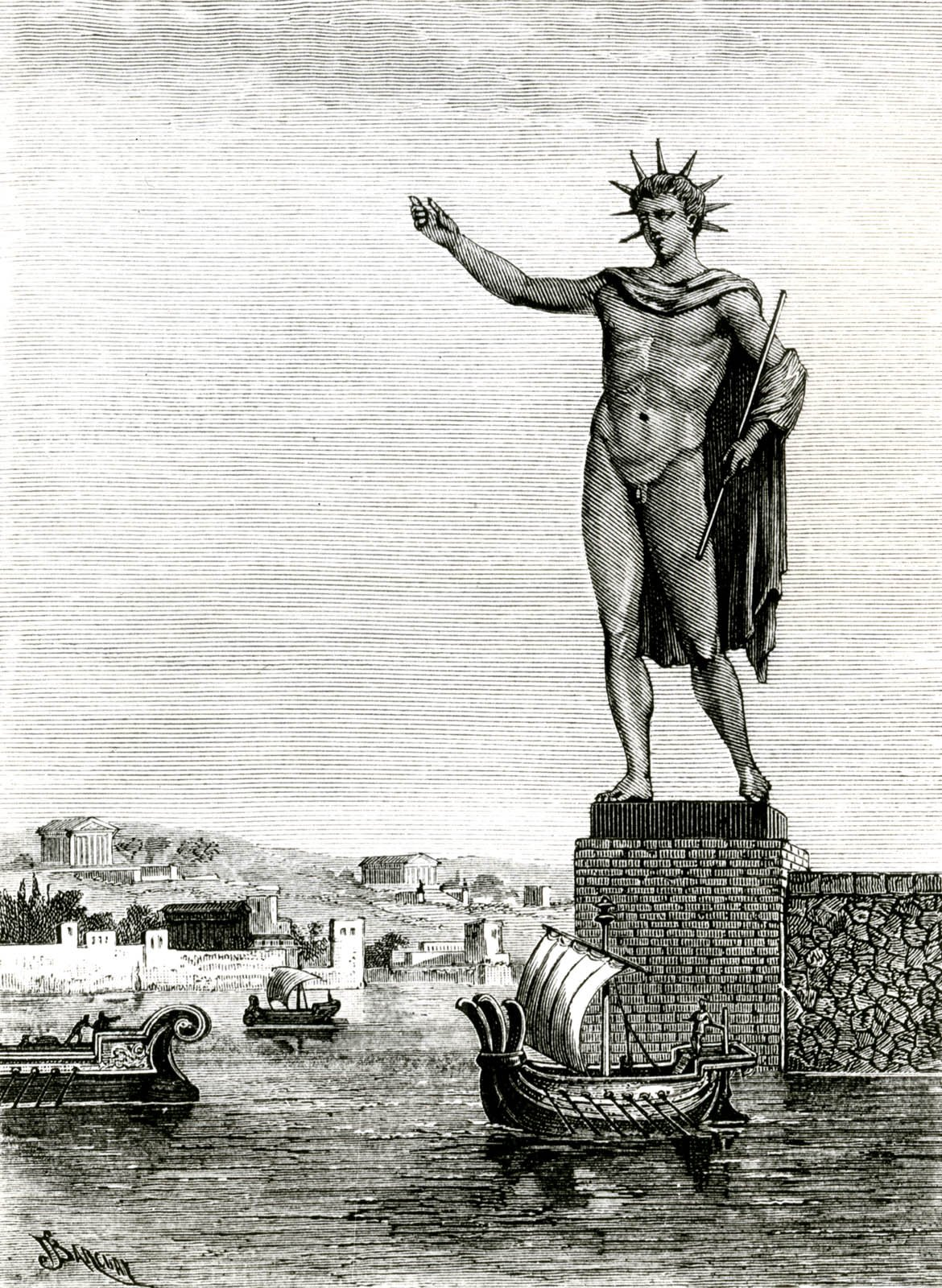
로도스의 거상, 1880년에 그려진 상상도

알렉산더 대왕의 사후 후계자 문제로 그 부하 장군들에 의한 전란이 일어나 프톨레마이오스, 셀레우코스, 안티고노스 등이 제국을 분할했다. 이 소위 디아도코이 전쟁이 벌어지는 동안 로도스섬은 주로 교역 관계를 통해 이집트의 프톨레마이오스와 밀접한 관계를 맺었지만, 로도스의 해운력이 프톨레마이오스에게 이용되는 것을 싫어한 안티고노스는 아들 데메트리오스에게 군대를 주어 로도스를 공격하게 했다 (로도스 공성전, 기원전 305년 – 기원전 304년)
이에 대해 로도스 측은 수성을 하며 데메트리오스의 공격을 견뎌내었고, 이듬해 장기적인 공성전이 되기를 원하지 않았던 안티고노스와 프톨레마이오스 양측이 타협하면서 평화 협정이 성립되었다. 이때 데메트리오스의 군대가 남기고 간 무기를 판매하여 얻은 수익을 바탕으로 오늘날 ‘로도스의 거상’으로 그 이름을 남기고 있는 태양신 헬리오스의 동상이 세워졌다.
로도스섬은 이집트의 프톨레마이오스 왕조와 교역의 중요한 거점이 되는 동시에 기원전 3세기에 에게해의 무역을 지배했다. 바다의 상업과 문화의 중심지로 발전하고 그 화폐는 지중해 전역에서 유통되고 있었다. 철학이나 문학, 수사학의 유명한 학부도 있었다.
기원전 190년, 셀레우코스 왕조의 공격도 물리쳤다. 이때의 승리를 기념하여 에게 해 북쪽의 사모트라케섬에 날개를 가진 승리의 여신 니케의 조각상이 세워졌다. (→ 사모트라케의 니케) 기원전 164년에 로마공화정과 평화 조약을 맺었고, 이후 로마의 귀족들을 위한 학교로서의 역할을 담당하게 된다. 양자의 관계는 처음에는 로마의 중요한 동맹국으로서 다양한 특권이 인정되고 있었지만, 후에 로마 측에 의해 그러한 지위는 박탈되었고, 율리우스 카이사르 사후 전란 중에는 카시우스에 의한 침략을 받은 도시는 약탈을 당했다.
기원 전후 나중에 아우구스투스의 뒤를 이어 황제가 되는 티베리우스가 이 땅에서 은둔생활을 했으며, 사도 바울이 방문하여 기독교를 전파했다. 297년, 그때까지 로마의 동맹국이라는 지위로 그 직접 통치를 당하지는 않았지만, 로마 제국 분열 후에는 동로마 제국의 영토가 되었다.

### 중세

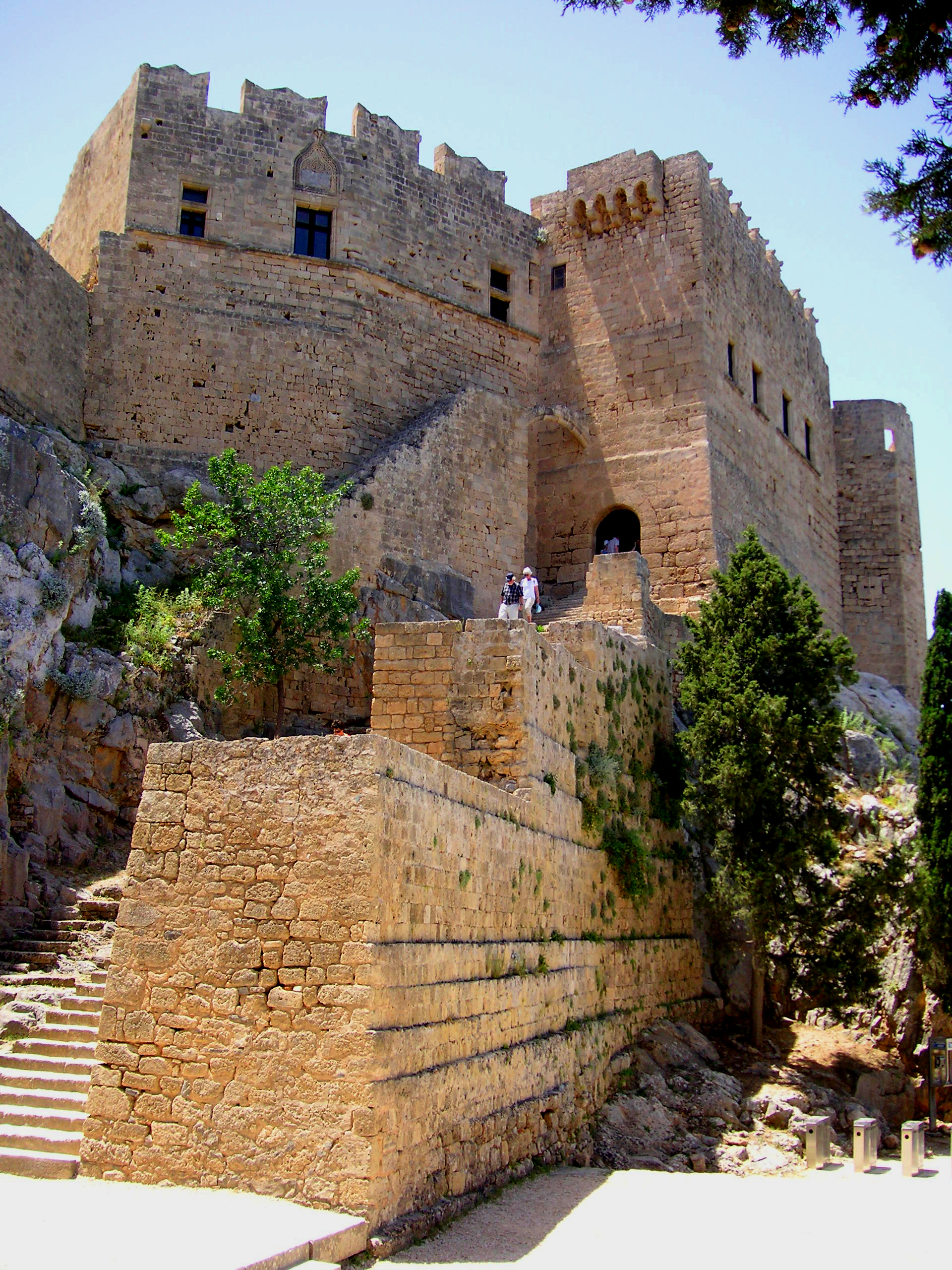
린도스 아크로폴리스에 있던 중세 시대의 문

동로마 제국의 영토가 된 천년 동안 로도스섬은 여러 군대에 의해 반복적으로 공격을 당했다. 동로마 제국이 쇠망하고 있던 1309년, 로도스섬은 성 요한 기사단(일명 호스피털 기사단)에 점령되었고, 로도스섬 기사단이라 불리는 이 기사단은 원래의 도시를 중세 유럽풍으로 만들고 개조시켰다. 기사 단장의 거성 등의 로도스섬의 유명한 유적의 대부분은 이 시기에 축조된 것이다. 기사단은 섬에 견고한 요새를 쌓았고, 1444년에 이집트의 맘루크 왕조의 공격과 1480년에 오스만 제국의 메흐메트 2세의 공격을 막았지만, 1522년에 쉴레이만 1세의 군대에 포위되어 결국 함락되었다. (로도스 공성전 (1522년)). 살아남은 기사단은 몰타로 옮겨 갔다.
오스만 제국에게 로도스섬의 정복은 지중해 동부의 해상 안전, 즉, 이스탄불과 카이로 사이의 원활한 상품 유통에 기여하는 것이었다. 그 후, 1669년에 베네치아 공화국의 치하에 있던 크레타섬이 오스만 제국에 정복될 때에 로도스섬에서 군대를 보냈다.

### 현대

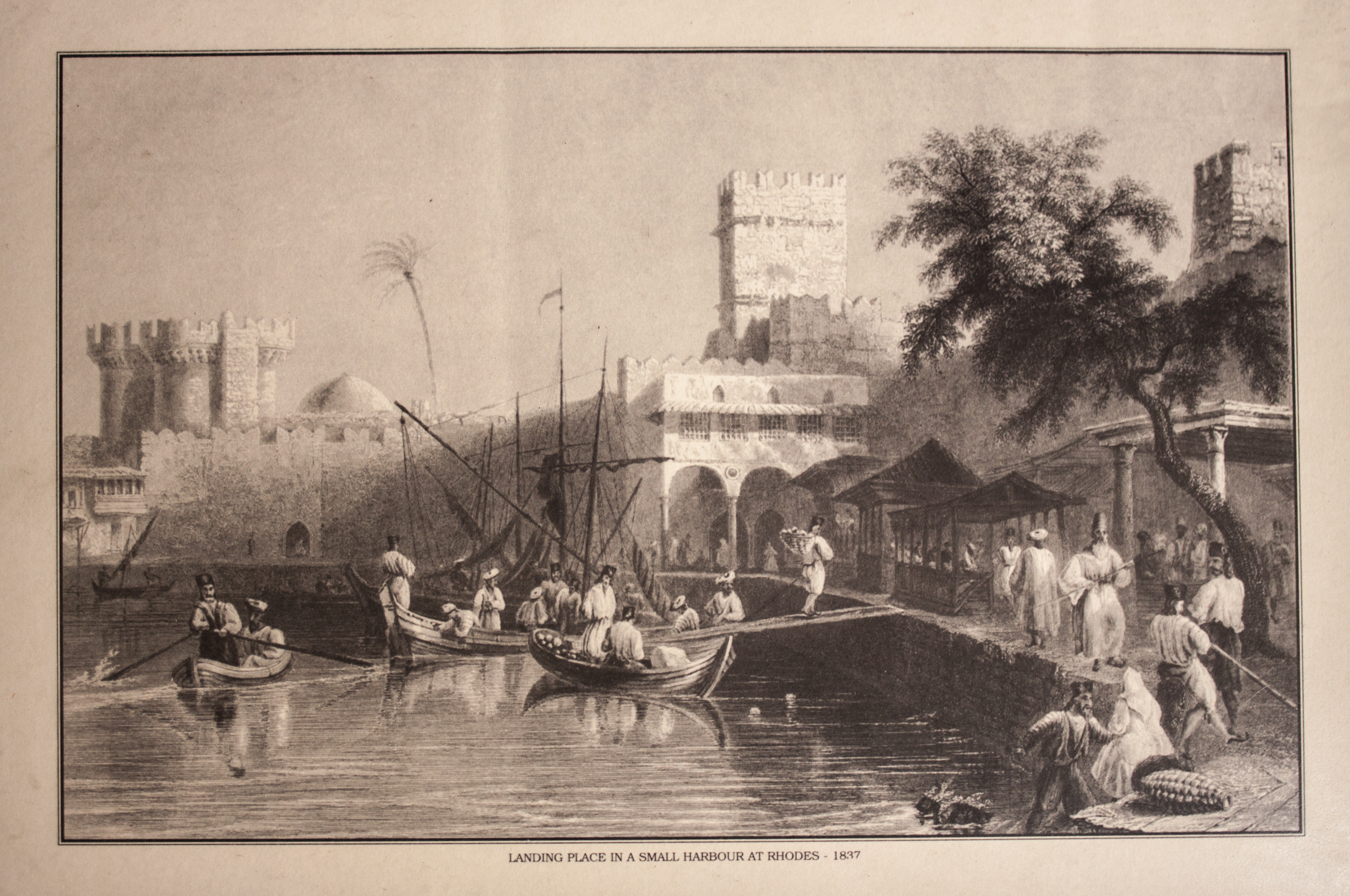
19세기의 로도스섬

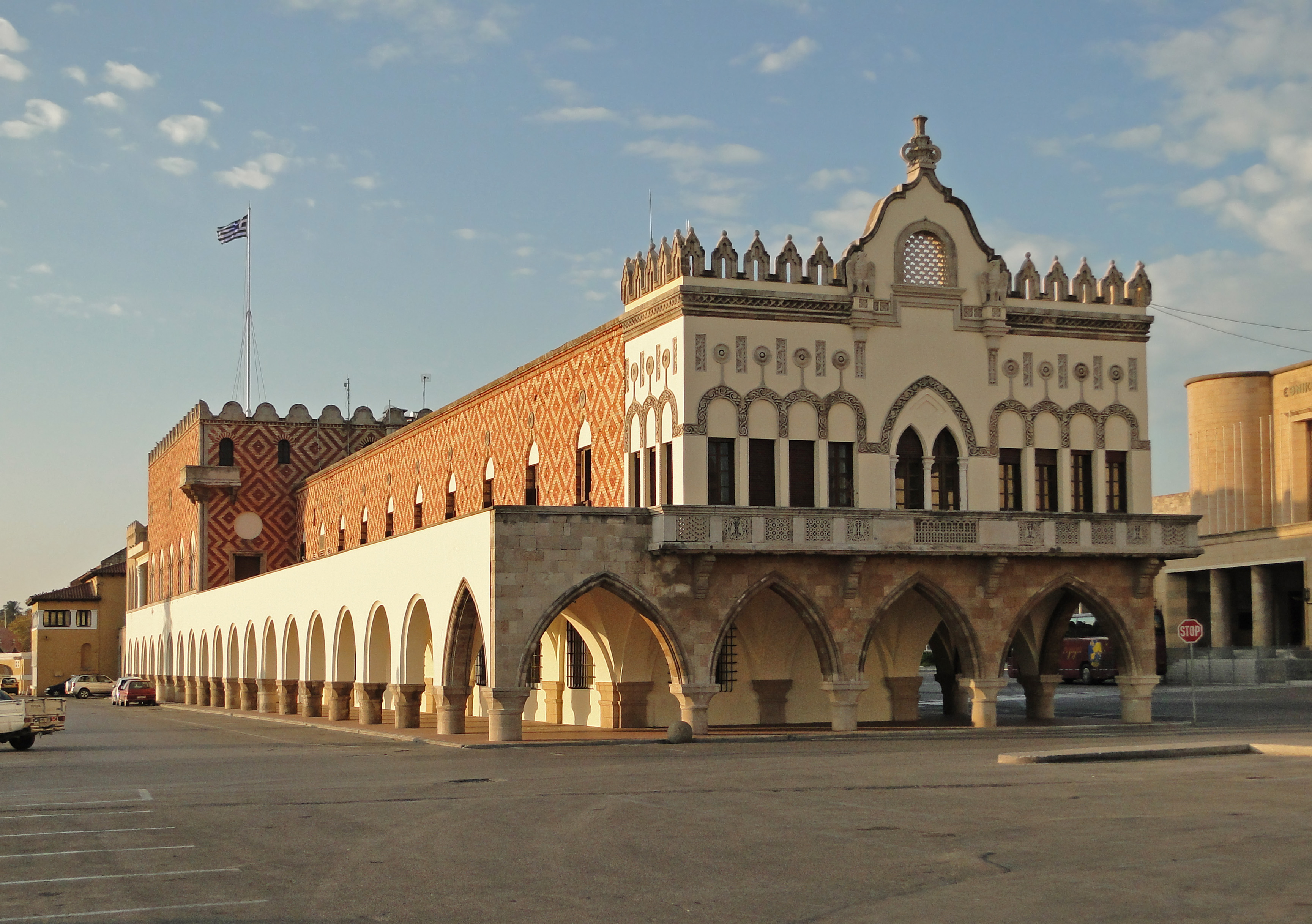
Palazzo Governale (이탈리아 점령기에 지어진 오늘날 현청으로 사용되는 건물

이 섬은 유대인을 포함한 주변 국가에서 온 다양한 민족이 살고 있었다. 오스만 제국의 통치 하에서 유대인들은 비교적 공평하게 대우를 받았지만, 차별과 심한 편견에 종종 시달렸다. 1840년 2월 로도스섬의 유대인들은 기독교도 소년을 살해한 것으로 오인되어 비난을 받았다. 이것은 로도스의 유혈 명예훼손으로 알려지게 되었다.
오스트리아는 1864년 이전에 로도스(베네치아 이름)에 우체국을 열었으며, 프란츠 조제프의 직인이 찍힌 우표가 목격되었다.
1912년, 터키령이었던 로도스섬은 이탈리아-튀르크 전쟁 동안 이탈리아에 의해 점령되었다. 그리하여 이 섬에 살던 주민들은 그리스와 터키 간에 그리스-터키 인구 교환이라는 사건을 겪어야 했다. 제1차 세계대전 이후, 도데카니사 제도의 나머지 섬들과 함께, 〈로잔 조약〉으로 공식적으로 이탈리아에 할당되었다. 이후 이곳은 에게 해의 핵심적 섬이 되었다.
1943년 9월 8일, 이탈리아군과 연합군의 휴전으로 영국군은 측면을 방어하기 위해 로도스섬에 있는 이탈리아군의 기지를 얻으려고 시도했다. 이것은 독일군이 예상했던 바였으며, 로도스 전투를 통해 독일군이 점령하는데 성공을 거둔다. 독일군의 점령은 영국군의 잇달은 도데카니사 전역에 실패를 가져오게 한다.
터키 영사였던 셀라하틴 우크멘은 자신과 가족들에게 상당한 위험이 따랐음에도 불구하고, 약 200명의 유대인 가족들을 구하는데 성공했다. 그들은 터키 시민이었거나 가족들이었다.
1945년 5월 8일, 오토 바그너가 이끌던 독일군이 주변 지역과 함께 영국군에 항복을 했다.
1947년에는 도데카니사 제도 모두가 그리스에 편입되었다.
1949년, 로도스는 이스라엘과 이집트, 요르단, 레바논, 시리아의 1949년 정전협정의 협상장소가 되었다.

## 행정

### 지자체(디모스)
로도스 시(Δήμος Ρόδου)는 남에게 주 로도스 현에 속한 기초 자치 단체(디모스)이다. 로도스 시는 로도스섬 전역을 시역으로 한다. 현재 로도스 시는 카리쿠라티스 개혁(2011년 1월 시행)에 따라, (구) 로도스 시 등 10 개 지자체가 합병해 출범했다. 구 자치 단체는 새로운 자치 단체를 구성하는 행정구(디모티키, 에노티타)로 되어 있다.
아래표의 번호는 아래에 내건 구 지자체 지도의 번호에 해당한다. 면적 단위는 km2, 인구는 2001년 인구 조사 시점을 기준으로 한다.
|    | 구 지자체 명 | 그리스어              | 현청소재지   | 면적  | 인구   |
| -- | ------------ | --------------------- | ------------ | ----- | ------ |
| 1  | 로도스       | 그리스어: Ρόδος       | 로도스       | 19.5  | 53,709 |
| 2  | 아르찬첼로스 | 그리스어: Αρχάγγελος  | 아르찬첼로스 | 115.4 | 7,779  |
| 4  | 아타비로스   | 그리스어: Αττάβυρος   | 에무나보스   | 3,225 | 3,225  |
| 5  | 아판토우     | 그리스어: Αφάντου     | 아판토우     | 46.1  | 6,712  |
| 8  | 이알리소스   | 그리스어: Ιαλυσός     | 이알리소스   | 16.7  | 10,107 |
| 9  | 칼리테아     | 그리스어: Καλλιθέα    | 팔리라키     | 109.8 | 10,251 |
| 11 | 카미로스     | 그리스어: Κάμειρος    | 소로니       | 211.8 | 5,145  |
| 17 | 린도스       | 그리스어: Λίνδος      | 린도스       | 178.9 | 3,633  |
| 20 | 남로도스     | 그리스어: Νότια Ρόδος | 에나디       | 379.1 | 4,313  |
| 22 | 페탈루데스   | 그리스어: Πεταλούδες  | 크레마스티   | 89.2  | 12,133 |

### 주요 도시 취락
인구 3000명 이상의 도시 취락은 다음과 같다. (2001년 인구 조사 기준)
- 로도스 (로도스 지역) - 52,318 명
- 이알리소스 (이알리소스 지역) - 10,107명
- 아루한게로스 (아루한게로스 지역) - 5,500명
- 아판도우 (아판도우 지역) - 5,494 명
- 칼리테아 (칼리티아 지역) - 4,370명
- 크레마스티 (페타루데스 지역) - 4,372명

섬 최대의 도시 로도스 시는 섬의 동북단에 위치하고 있으며 그 남서쪽에는 이아리소스, 쿠레마스티가 있다. 2004년 기준 섬의 인구 약 13만 명 중에서 6만여 명이 로도스 시의 주변에서 생활하고 있다. 인구의 대부분은 섬의 북쪽 절반에 살고 있으며 섬의 섬의 동쪽에는 북쪽에서 칼리티아, 아판도우, 아루항게로스, 린도스 등의 마을이 이어진다. 동해안에 돌출한 반도에 위치한 린도스 (인구 810명)는 고대 유적과 해수욕장으로 알려져있다.
- 섬의 북쪽 서해안, 이아리소스에서 로도스 방면
- 섬의 동해안, 린도스

## 사회

### 산업, 경제

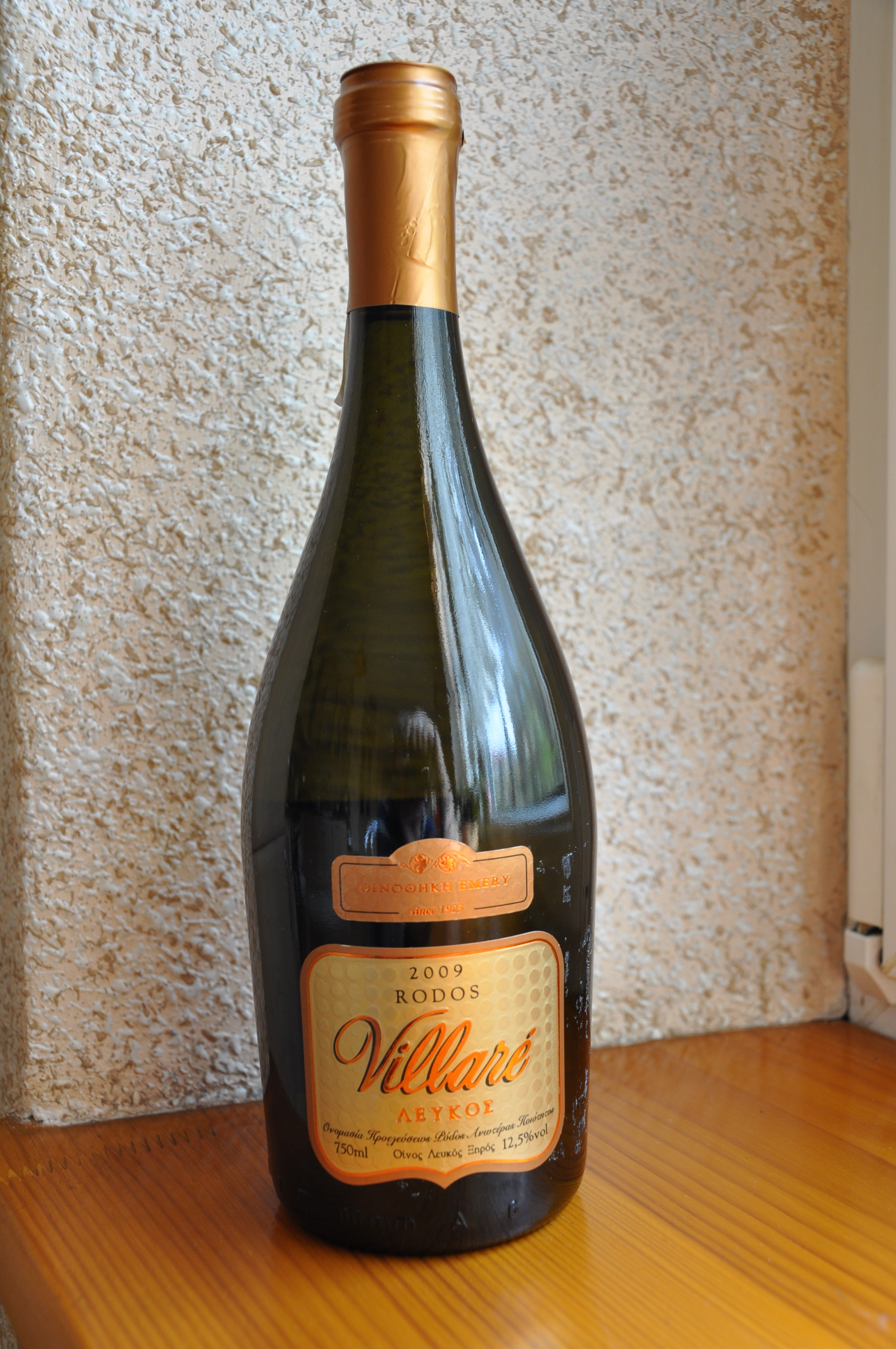
로도스 와인

섬의 경제는 관광으로 구성되는 산업 부문에서 서비스업이 가장 발달되어 있다. 로도스섬은 와인 생산 지역 중 하나이다. 그리스 원산지 명칭 보호 제도로 로도스 와인(레드, 화이트 와인)은 최상급의 OPAP에 달콤한 와인 "무스 오브 로도스"는 OPE에 지정된 엄격한 기준에 따라 명칭이 관리되고 있다. 공업은 소규모 지역에서 소비를 위해 수입한 재료를 가공하는 정도이다. 이 외에도 섬의 산업은 농업, 목축업, 어업이 있다.

### 주민 · 종교
섬에서 가장 주된 종교는 그리스 정교회이다. 소수이기는 하지만, 로마카톨릭의 존재도 현저하다. 가톨릭 신자 대부분은 이 섬이 그리스령이 된 후에도 섬에 남은 이탈리아인의 후예이다. 이 밖에 오스만 제국 시대의 흔적으로 무슬림과 같은 소수 민족도 있다. 섬의 유대인 커뮤니티는 서기 1세기까지 거슬러 올라가는 역사를 가진다. 1557년에 건설된 카할 샬롬  (Kahal Shalom Synagogue)은 그리스에서 가장 오래된 회당이며, 현재도 옛 마을의 유대인 거리에 있다. 유대인들의 활동의 절정기였던 1920년대에는 로도스의 도시의 3분의 1까지가 유대인이었다. 1940년대에는 다양한 민족적 배경을 가진 2000여명의 유대인이 있었는데, 독일에 의한 홀로코스트에 의해 대부분 이송되어 살해당했다. 제2차 세계 대전 후 카할 샬롬은 해외 지원자의 손에 의해 재건되었지만 섬에 평소 사는 유대인들이 적기 때문에 정기적인 종교 행사는 거행되지 않는다.

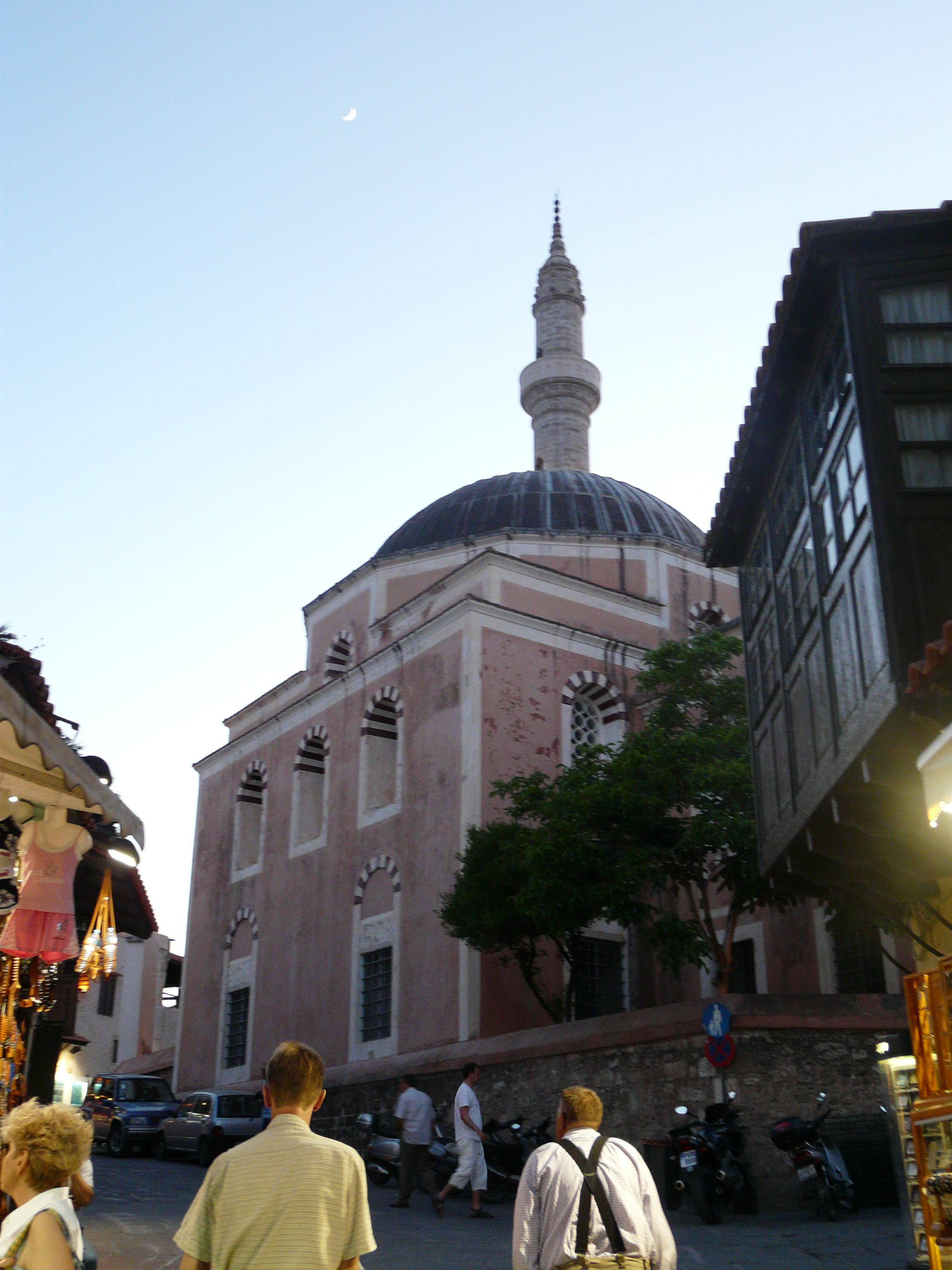
로도스의 술레이만 모스크
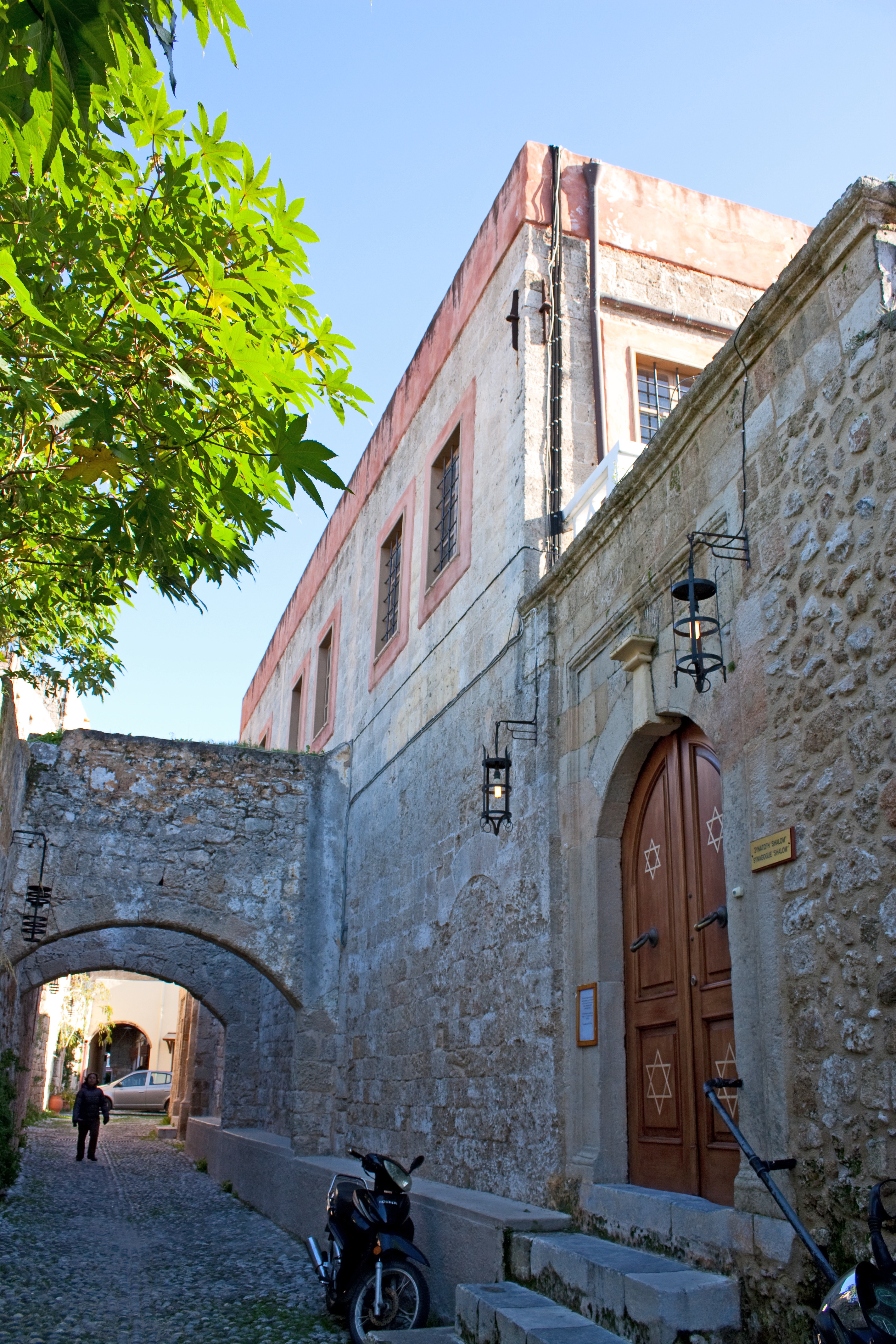
카할 샬롬의 외관
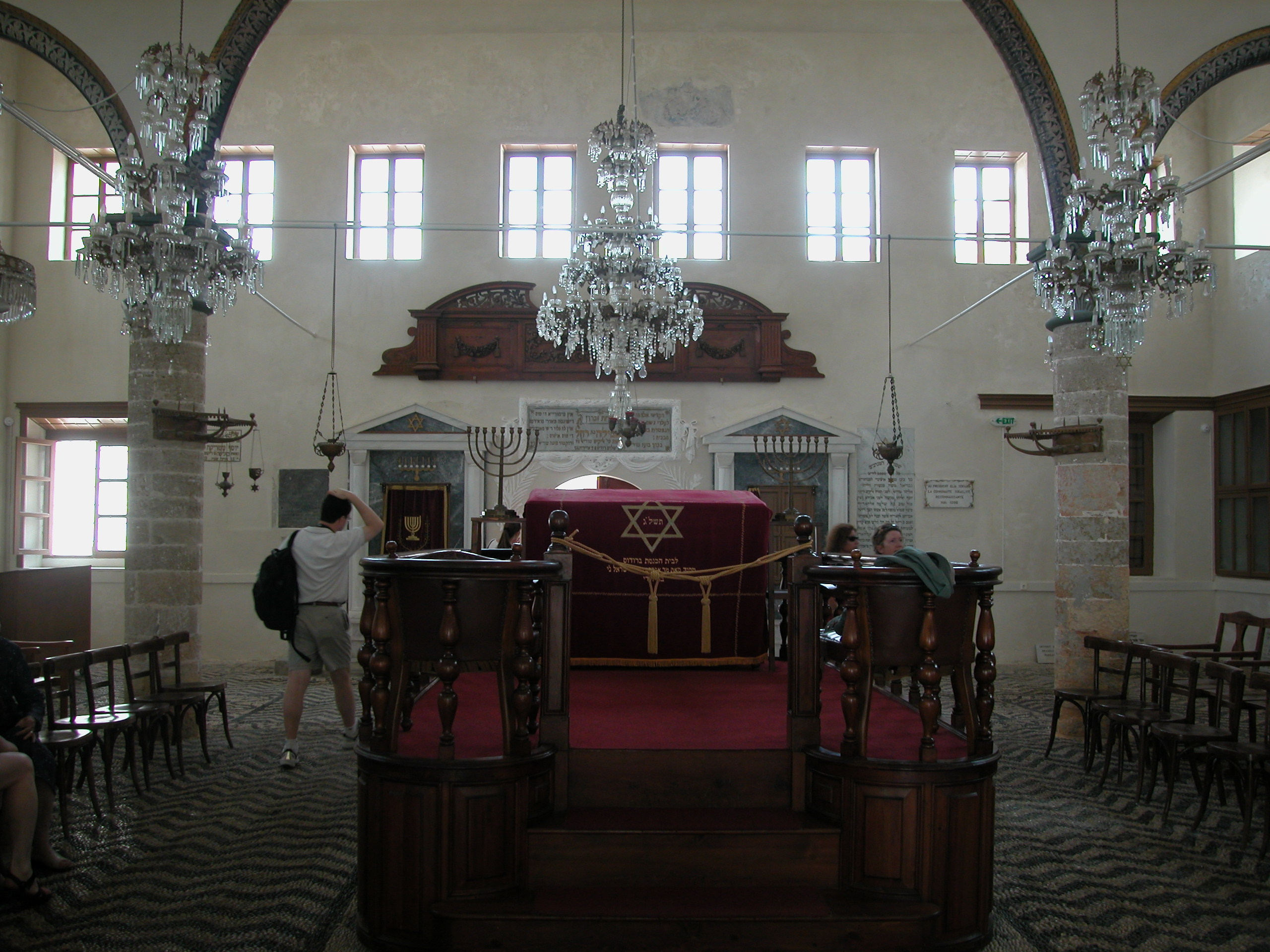
카할 샬롬

## 문화 관광
로도스의 중세 도시가 유네스코 세계 유산으로 등록되어 있다.
프로축구 클럽으로 디아고라스 FC(Diagoras FC)와 로도스 FC(Rodos FC)가 있고, 함께 로도스를 본거지로 하고 있다. 2011/12 시즌 풋볼 리그(2부리그)에 속한 디아고라스 FC는 도데카니사 제도가 오스만 제국 지배 하에 있던 1905년에 설립된 전통있는 팀으로 1986년부터 1989년에는 그리스 슈퍼리그(1부리그)에 소속되어 있던 적도 있다. 1968년 창설 로도스 FC도 1부 리그에 속한 경험을 가지고 있지만(1978-80, 81-83) 2011/12 시즌에는 3부리그에서 싸우고 있다.
프로농구 팀으로 1부 리그에 속한 콜로소스 로도스 BC(Kolossos Rodou BC)가 본부를 두고 있다. 로도스섬은 국제 아일랜드 게임 협회에 가입되어 있고협회가 2년에 한 번 개최하는 아일랜드 게임에 대표 선수를 출전시키고 있다. 2007년에는 로도스섬에서도 아일랜드 게임이 개최되었다.

## 교통

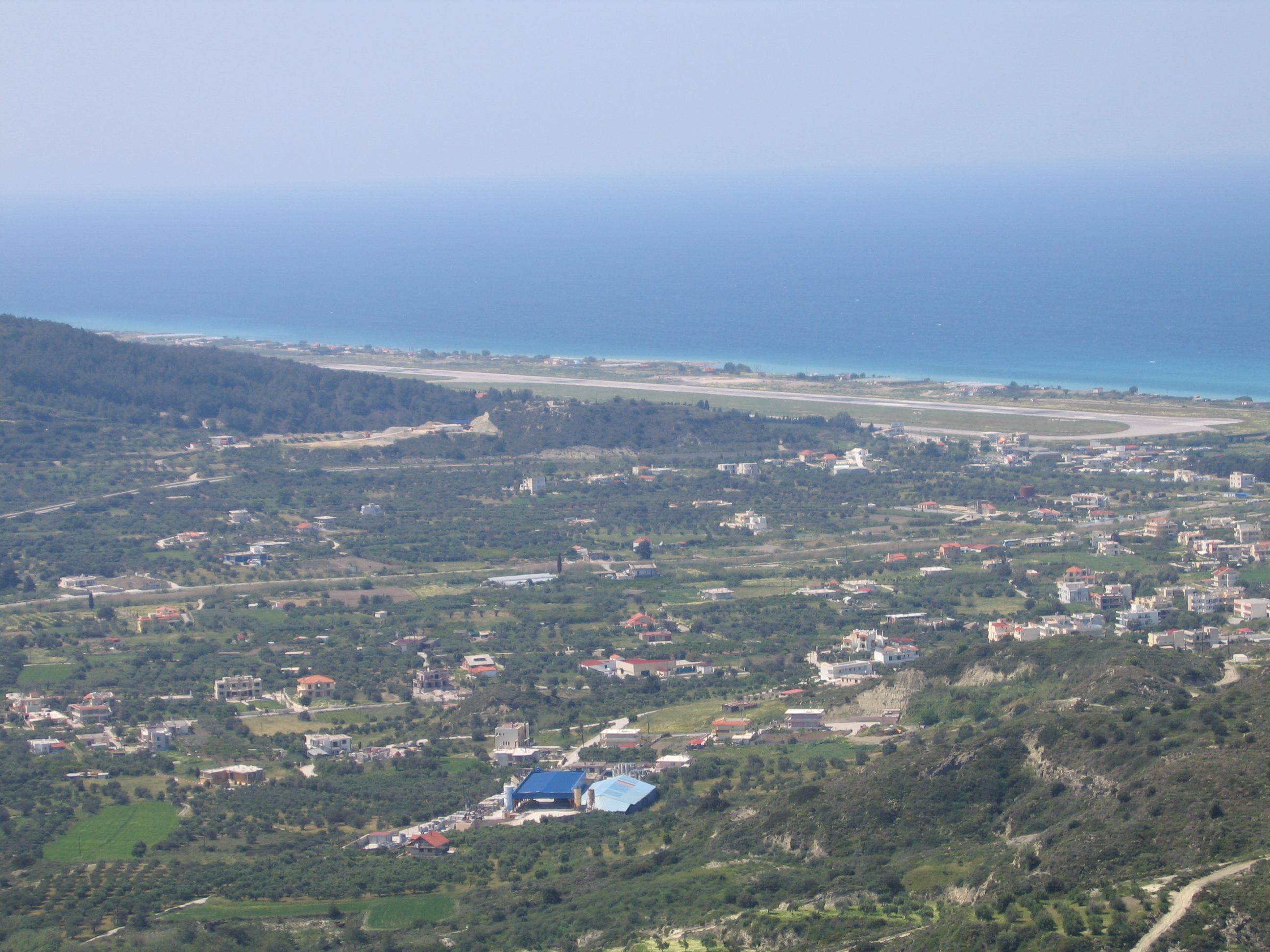
로도스 국제공항 활주로

로도스섬에는 3개의 공항이 있다. 민간에서 사용할 수 있는 것은 로도스 국제공항 하나뿐이고, 나머지 2개는 군용으로 사용된다.
- 로도스 국제공항 (영어 버전)
- 로도스 마리차 공항 (Rhodes Maritsa Airport)
- 카라토스 비행장

로도스 국제공항은 로도스의 도시에서 남서쪽으로 약 19km에 위치한다. 고대 올림픽에서 활약한 격투 선수 로도스의 디아고라스에 연관되어, ‘디아고라스 공항’의 애칭이 붙어 있다.

## 인물
- 아게산드로스 (기원전 1세기) 조각가

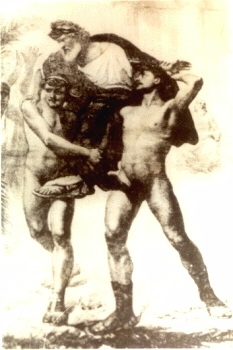
두 아들에 의해 경기장으로 이송되는 디아고라스

- 아폴로니오스 (기원전 3세기) 서사시인
- 린도스의 카레스 (기원전 3세기) 조각가
- 디아고라스 (기원전 5세기) 복서, 올림경 경기 다종목 우승자
- 멤논 (기원전 380년–333년), 용병군 사령관
- 멘토르 (기원전 385년–340년) 멤논의 형제, 용병